# Ирландская экспедиция (1796)
Ирландская экспедиция 1796 года (фр. Expédition d’Irlande) — неудачная попытка Первой французской республики оказать в период французских революционных войн помощь находившемуся под запретом Обществу объединённых ирландцев, народному повстанческому движению ирландских республиканцев, в их планируемом восстании против британской власти над островом. 

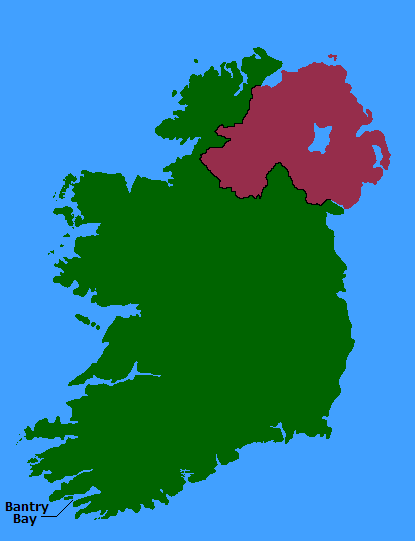
Бантри Бэй (внизу слева на карте)

Французы планировали высадить крупный экспедиционный корпус в Ирландии зимой 1796—1797 годов, который бы объединился с силами Общества объединённых ирландцев и изгнал британцев из Ирландии. Французы полагали, что это станет серьёзным ударом по британскому моральному духу, престижу и военной мощи, а также, возможно, станет первым этапом возможного вторжения в саму Великобританию. С этими целями французская Директория собрала в Бресте в конце 1796 года приблизительно 15 000 солдат под командованием генерала Лазара Гоша, дабы подготовить крупный десант в заливе Бантри в декабре этого же года.
Операция была начата во время одной из самых холодных зим XVIII века, и французский флот не был подготовлен к таким суровым условиям. Патрулировавшие воды британские фрегаты наблюдали выход флота и уведомили об этом британский Флот Канала, большинство из кораблей которого были отведены на зиму в Спитхед. Французский флот получал запутанные приказы, после того как покинул порт, и оказался рассеян на подходах к Бресту: один корабль потерпел крушение, унёсшее множество жизней, другие корабли рассеялись. Порознь большей части французского флота удалось в конце декабря достичь залива Бантри, но его командиры отбились от курса на многие мили, а без них флот не был уверен в том, какие меры следует принять, в особенности с учётом невозможности высадки десанта из-за погодных условий, которые были худшими в истории метеонаблюдений с 1708 года. В течение недели флот окончательно распался, небольшие флотилии и отдельные корабли двинулись обратно в Брест — через бури, туманы и британские патрули.
Британцы по большей части не были способны эффективно препятствовать французскому флоту до, во время или после вторжения. Несколько кораблей, выступивших из Корка, захватили отдельные французские военные корабли и транспорты, но единственный значительный британский ответ выражался в действиях капитана сэра Эдварда Пеллью, который вступил в бой с французским линейным кораблём Droits de l’Homme 13 января 1797 года, результатом которого стала гибель более 1000 человек. В общей сложности французы потеряли 12 кораблей, захваченных или потерпевших крушение, и тысячи утонувших солдат и матросов, ни один из которых не достиг Ирландии, за исключением взятых в плен. Оба военно-морских флота были подвергнуты критике со стороны своих правительств за свои действия во время кампании, однако французы решили предпринять вторую попытку в 1798 году, в результате которой 2000 человек в августе этого года успешно высадились в Ирландии, не сумев, однако, повлиять на Ирландское восстание и снова потеряв значительное количество людей и кораблей.